# Sagan Tosu
Sagan Tosu este un club de fotbal din Japonia, care joacă în prima divizie japoneză.
Sagan este un cuvânt inventat, cu câteva înțelesuri în spatele lui. Unul dintre homofonele sale este gresia (砂岩 sagan) în japoneză. Aceasta simbolizează multe elemente mici care se unesc pentru a forma un obiect formidabil, de exemplu ca o metaforă pentru o echipă.

## Istorie
În februarie 1997, Sagan a fost înființat ca un nou club care practic preia Tosu Futures, care a devenit insolvabil în luna precedentă și a acceptat să participe la Liga Japoneză de Fotbal din 1997 până în 1998, precum și Cupa J. League în 1997 ca preferențial măsură, deși statutul de membru asociat al lui J. League Associate nu este acordat lui Sagan. În 1999, ei au fost admiși în noua divizie J. League (J2) ca zece echipe originale, unde au rămas până la promovarea lor la J1 la sfârșitul sezonului 2011. Lucrurile s-au schimbat și au început să se transforme pozitiv în noul Președinte și Chief Operating Officer, Minoru Takehara, care este, de asemenea, parte proprietar al clubului.